# Interpol (album)
Interpol è il quarto album omonimo della band statunitense Interpol, pubblicato nel settembre del 2010.
Il disco è stato anticipato dal singolo Lights.

## Tracce
1. Success
2. Memory serves
3. Summer well
4. Lights - 5:11
5. Barricade
6. Always Malaise - 4:13
7. Safe without
8. Try it on
9. All of the ways
10. The Undoing - 5:09

## Formazione
- Paul Banks: chitarra, voce
- Daniel Kessler: chitarra, voce
- Carlos Dengler: basso, tastiera
- Sam Fogarino: batteria